# Bullet, Vaud
Bullet är en ort och kommun i distriktet Jura-Nord vaudois i kantonen Vaud, Schweiz. Kommunen har 678 invånare (2023).
I kommunen finns även byn Les Rasses.